# Brasserie Ruwet
Brasserie Ruwet is een voormalige brouwerij gelegen in de Rue de l'egalité 17b te Thimister.

## Geschiedenis
De brouwerij was actief tot kort na de eeuwwisseling. 
Het brouwmateriaal werd rond 2000 verkocht aan Brasserie Grain d'Orge (Homburg).

## Bieren
- Papy Jo (3,2%)
- La ploquette (7,5%)
- La Clermontoise